# Schlacht an der Sutjeska
Die Schlacht an der Sutjeska (serbokroatisch Битка на Сутјесци Bitka na Sutjesci) bezeichnet die vom 15. Mai bis 16. Juni 1943 durchgeführte Offensive der Achsenmächte mit Unterstützung des unabhängigen Staates Kroatien gegen die Jugoslawische Volksbefreiungsarmee in der Nähe des Flusses Sutjeska in Südost-Bosnien während des Zweiten Weltkriegs. Der Ausgang der Schlacht war der Wendepunkt für Jugoslawien im Zweiten Weltkrieg.
Das deutsche Heereskommando wählte dazu als Decknamen Operation Schwarz. Sie folgte auf die zuvor durchgeführte Operation Fall Weiß, deren Ziel, die Vernichtung der jugoslawischen Partisanen und die Gefangennahme ihres Anführers Josip Broz Tito, fehlgeschlagen war. In den beiden aufeinanderfolgenden Schlachten konnte sich die Partisanenarmee nach zähen Abwehrkämpfen unter hohen Verlusten jeweils über einen Fluss absetzen und damit der völligen Vernichtung durch die Wehrmacht entgehen.
Im jugoslawischen Sprachgebrauch war für die Schlacht an der Neretva die Bezeichnung „fünfte feindliche Offensive“ gebräuchlich.

## Hintergrund
Für die Schlacht an der Neretva (Operationszyklus Weiß) planten die Deutschen zwischen Dezember 1942 und Januar 1943 ursprünglich eine Teiloperation Weiß III, die aber am 8. Februar auf Bitte der mit Deutschland verbündeten Italiener verworfen wurde. Die große Streitfrage zwischen Deutschen und Italienern war hierbei der Status der serbisch-nationalistischen Tschetnik-Verbände, die einerseits die Befreiung ihres Landes von den Achsenmächten verfolgten, aber andererseits ebenfalls Krieg gegen die Volksbefreiungsarmee führten. Die Deutschen wollten, auch mit Rücksicht auf das mit Deutschland und Italien verbündete und mit den Tschetniks verfeindete Ustascha-Kroatien, die Tschetniks entwaffnen. Die Italiener, welche die bestimmte Tschetnik-Verbände als eigene Hilfstruppe nutzten und die Tschetniks mit Waffen und Munition belieferten, wollten eine Entwaffnung zumindest solange verzögern, bis die Volksbefreiungsarmee endgültig besiegt war.
Am 2. April trafen sich Löhr und Pirzio Biroli in Saloniki, um konkrete Einzelheiten zu besprechen, wobei Pirzio Biroli für eine etappenweise Entwaffnung der Tschetniks plädierte, die zunächst insbesondere die Stanišić-Tschetniks in der italienisch besetzten Herzegowina sowie die montenegrinischen „Grünen“ ausnehmen sollte. Löhr war damit einverstanden, zumal sich mittlerweile einige Tschetnik-Verbände wie die Gruppe von Uroš Drenović als verlässliche deutschlandtreue Kollaborateure erwiesen hatten. Trotz der Anweisungen der deutschen Regierung zeigte sich auf dem Schlachtfeld auch bei den Deutschen mittlerweile die Tendenz, Zweckallianzen mit den Tschetniks für Vorteil gegen die Partisanen zu suchen.
Zwischen dem 7. und 10. April 1943 trafen sich Adolf Hitler und Benito Mussolini in Kleßheim. Mussolini, unter dem Einfluss seines Unterstaatssekretärs fürs Äußere Giuseppe Bastianini, verlangte erneut eine Hegemonialstellung für Italien in Kroatien. Hitler, der Mussolini unbedingt politisch absichern wollte, machte vage Zusicherungen, versuchte aber das Thema des Kriegs in Jugoslawien größtenteils zu umkurven. Auch die Frage der Tschetnik-Entwaffnung wurde zwischen den beiden Diktatoren nicht geklärt. Als sich Siegfried Kasche, Leiter der deutschen Gesandtschaft in Zagreb, am 25. April über die Ausbootung der Kroaten zugunsten der unzuverlässigeren Italiener beschwerte, warnte ihn Ribbentrop, das Verhältnis zu Italien nicht zu riskieren. Am 5. Mai trafen sich Robotti und Löhr, um erneut die militärische Aufgabenverteilung in Jugoslawien zu besprechen.
Vor dem Hintergrund des Gesamtsiegs der Alliierten im Afrikafeldzug (12./13. Mai 1943) stieg der Druck auf die Deutschen, den Widerstandsgruppen in Jugoslawien einen vernichtenden Schlag zu versetzen, bevor eine befürchtete Landung der Westalliierten entlang der jugoslawischen Küste eine zweite Front öffnen könnte.

## Planung
Aus Misstrauen gegenüber den italienischen Verbündeten planten die Deutschen jetzt ein eigenes Unternehmen auf der Basis von „Weiß III“, welches den Decknamen „Schwarz“ erhielt. Die italienische 2. Armee war völlig von den Planungen ausgeschlossen; es handelte sich um die erste deutsche Großoperation seit dem Unternehmen Užice (November 1941), in welchem die Tito-Partisanen sowie die Tschetniks gleichzeitig bekämpft werden sollten.
In den letzten Tagen vor Operationsbeginn kam es am 10. Mai zu einer zufälligen Kontaktaufnahme zwischen einem Stoßtrupp der Brandenburger und dem Tschetnik-Unterführer Đurišić, der seinen deutschen Gesprächspartnern seine Unabhängigkeit von Mihailović versicherte und ihnen eine separate Allianz anbot. Am 14. Mai wurde Đurišić in seinem Hauptquartier Kolašin festgesetzt und entwaffnet. Dies provozierte eine sofortige Gegenreaktion der Italiener, die über den baldigen Beginn von „Schwarz“ nicht informiert waren und sich jetzt anschickten, ihren Verbündeten Đurišić aus dem deutschen Gewahrsam zu befreien.

## Truppenstärken

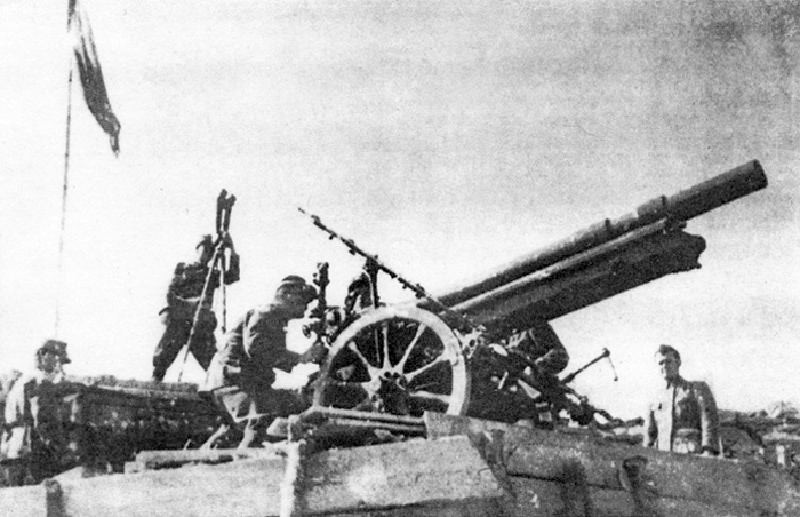
Soldaten der 118. Jäger-Division bei Foča, Mai 1943

Zu Operationsbeginn verfügten die Achsenmächte über ~80.000–90.000 Soldaten, denen ~22.000 Truppen der Hauptgruppe der Volksbefreiungsarmee gegenüber standen.
Den Kern der deutschen Angriffsgruppe für die Schlacht an der Sutjeska bildeten zwei vollwertige und kampfstarke Gebirgsdivisionen, die 1. Gebirgs-Division der deutschen Wehrmacht und die 7. Gebirgs-Division „Prinz Eugen“ der Waffen-SS. Diese beiden Verbände waren am besten auf den Gebirgskampf vorbereitet, weswegen sie die Hauptlast der Kämpfe tragen sollten. Ihnen zur Seite standen kampfschwächere deutsche Großverbände wie die frisch umgegliederte 118. Jäger-Division (vorher „718. Infanterie-Division“) und zwei Kampfgruppen in Regimentsstärke aus der 369. (kroatischen) Infanterie-Division sowie der neuen 104. Jäger-Division (vorher: „704. Infanterie-Division“). Dazu kamen ein Bataillon des deutschen Spezialverbands Brandenburg, eine Jägerbrigade der kroatischen Armee und vier Infanteriebataillone des bulgarischen Heeres. Obwohl die Italiener eigentlich von der Planung ausgeschlossen waren, schlossen sich sechs Bataillone der italienischen Infanteriedivision „Taurinense“ in eigenem Entschluss des Divisionskommandeurs Lorenzo Vivalda am ersten Kampftag der Operation an.

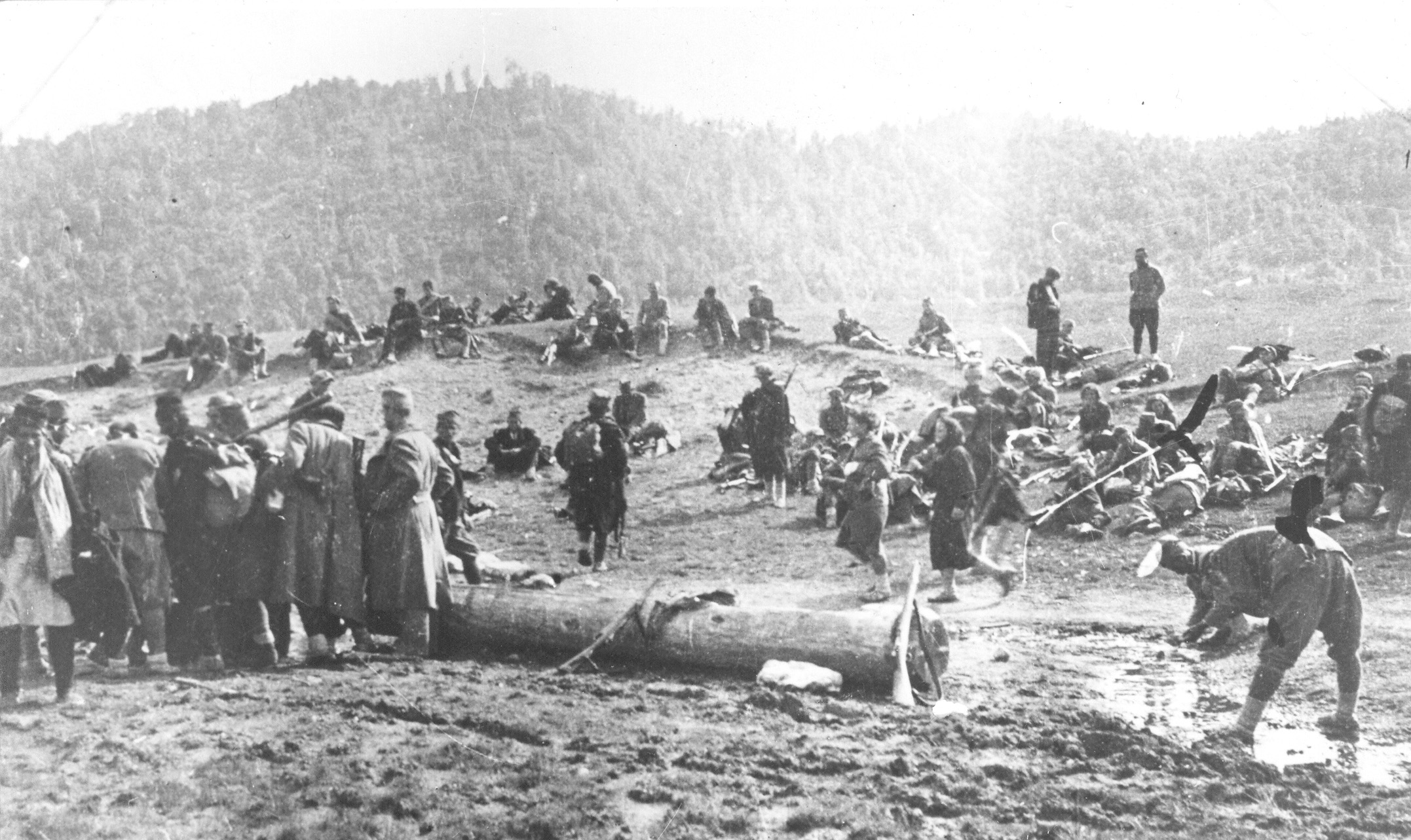
Partisanen an der Sutjeska, 6. Juni 1944

Auf der Seite der Volksbefreiungsarmee stellte die Hauptgruppe unter direktem Befehl von Josip Broz Tito die wichtigste Truppenkonzentration dar. Die Hauptgruppe bestand aus der 1. Division, 2. Division, 3. Division und 7. Division. Anfang April war nach der Neretva-Schlacht die 9. Division aufgelöst und ihr Personal auf die anderen vier Divisionen verteilt worden. Die Partisanen hatten wie schon in der Neretva-Schlacht das Problem, dass sie ihr Hauptlazarett mit den Verwundeten und Kranken mit sich führen mussten, was insbesondere bei Flussüberquerungen ein gewaltiges Problem darstellte.

## Operationsgeschichte

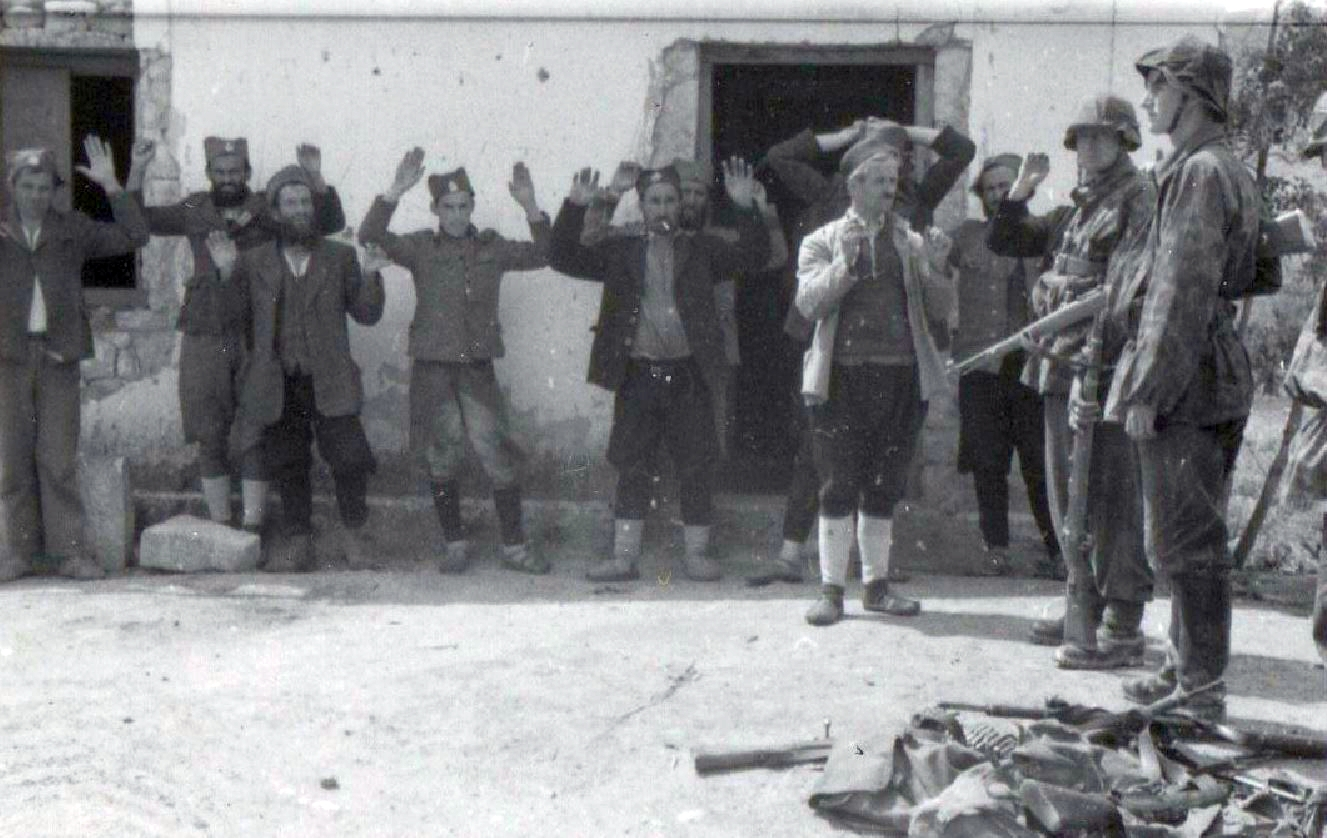
Soldaten der SS-Division „Prinz Eugen“ bei der Entwaffnung von Tschetniks in der Herzegowina, 15. Mai 1943

In den ersten Stunden der Operation rückte die Division „Prinz Eugen“ in der italienisch besetzten Stadt Mostar ein, was eine ernsthafte politische Krise auslöste, da das Oberkommando der italienischen 2. Armee sich verraten fühlte. Am 17. Mai versuchte Armeebefehlshaber Mario Robotti, den Deutschen eine Haltelinie aufzuzwingen, die aber vom deutschen Oberbefehlshaber Südost Alexander Löhr abgelehnt wurde. Als die Truppen der Division „Prinz Eugen“ bei der italienischen Garnison von Bileća ein Durchmarschrecht einforderte, flog die deutsche Luftwaffe mit Stukas für den Fall einer italienischen Ablehnung Unterstützungsflüge. Der italienische Divisionskommandeur Giuseppe Amico (Division „Marche“) verweigerte der deutschen Luftwaffe am gleichen Tag die Nutzung eines Flugplatzes. Am 19. Mai erhielt Robotti die Weisung des italienischen Heeresgeneralstabs, einer Konfrontation mit den Deutschen durch flexible Truppenbewegungen aus dem Weg zu gehen. Am 20. Mai folgte ein Befehl an die italienischen Frontverbände, ihre verbündeten Tschetniks zumindest vorläufig zu entwaffnen. Am 22. Mai kam es, auch vor dem Hintergrund eines Briefwechsels zwischen Hitler und Mussolini, schließlich zu einer provisorischen Einigung zwischen Lüters und Pirzio Biroli. Nachdem der Anspruch des Letzteren auf den Oberbefehl der Operation von Ersterem erwartbar abgelehnt worden war, entschied man sich auf den altbekannten Ansatz zweier separater Befehlsketten. Letztlich ermöglichte dieser Kompromiss die Hinzuziehung insgesamt zehn weiterer Bataillone der Divisionen „Taurinense“, „Ferrara“ und „Venezia“. Nach dem Postverkehr mit Hitler am 19. und 22. Mai befahl Mussolini am 31. Mai während der laufenden Operation für den Bereich des VI. Korps eine verbindliche Tschetnik-Entwaffnung.
Während Deutsche und Italiener in der ersten Operationswoche diplomatische Probleme, blieb das von den Achsenmächten befürchtete Zweckbündnis zwischen der Volksbefreiungsarmee und den Tschetniks aus. Die meisten Tschetnik-Verbände zerstreuten sich, doch zu organisierten Fraternisierungen mit den Kommunisten kam es nicht. Ein Versuch der Brandenburger, den Tschetnik-Befehlshaber Draža Mihailović im Handstreich gefangen zu nehmen, scheiterte.
Damit blieb die Hauptgruppe der Volksbefreiungsarmee mit ihren vier Divisionen und dem Hauptlazarett das Hauptziel der Achsenmächte. Tito machte in Žabljak den taktischen Fehler, den nordwestlichen Durchbruch erst mit zwei Tagen Verzögerung zu befehlen, weil er erst eine britische Militärmission abwarten wollte. Damit konnten die Achsenmächte seinen Truppen näher kommen, als es nötig gewesen wäre.

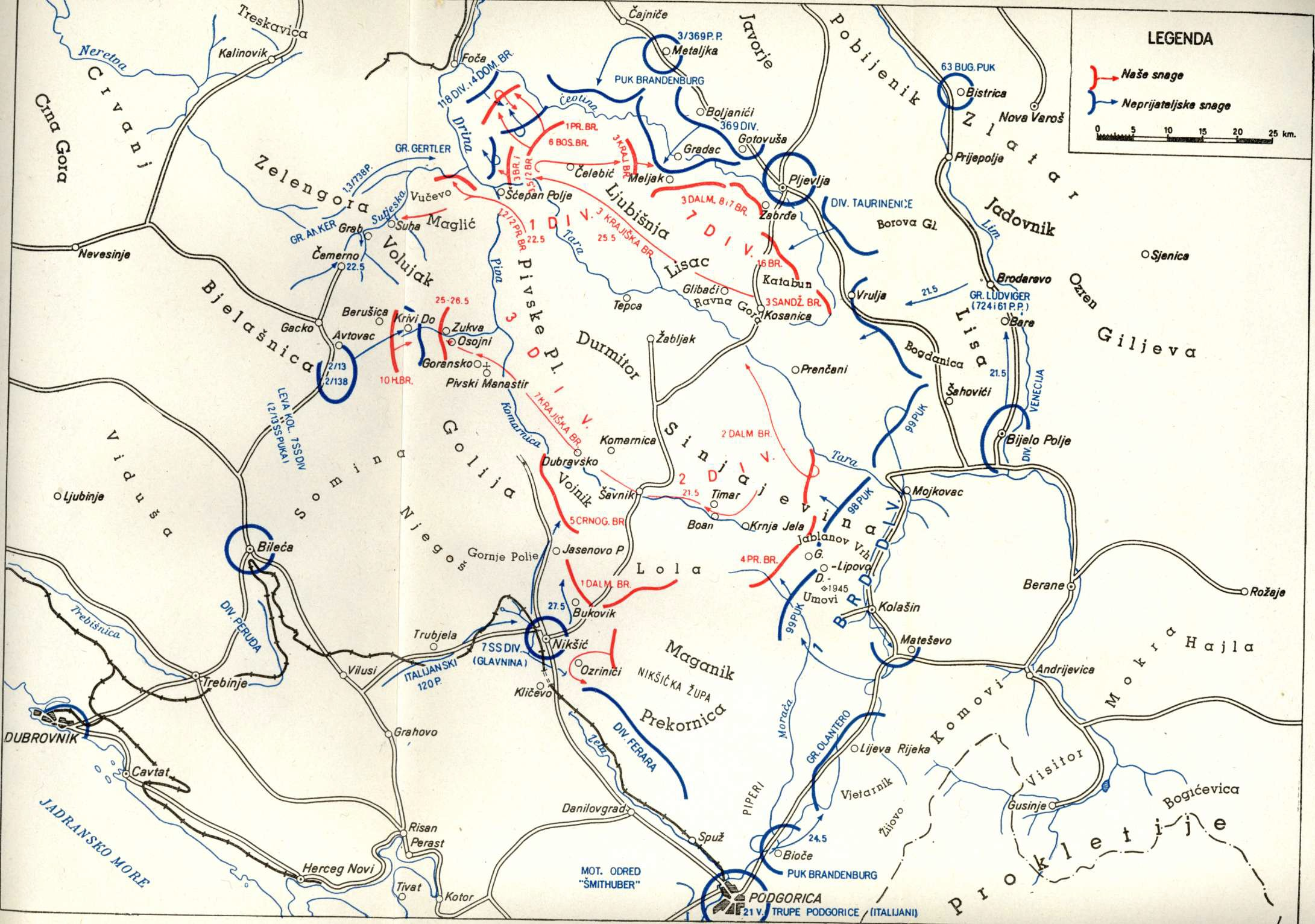
Belagerungsring der Achsenmächte an der Sutjeska, 20. bis 26. Mai 1943

Am 18. Mai befahl Tito, auf dem westlichen Ufer der Piva einen Brückenkopf zu bilden. Versuche der 118. Jägerdivision, den Brückenkopf zu nehmen, scheiterten am 30. Mai an der Gegenwehr der 7. Krajina-Brigade. Während der folgenden zehn Tage marschierten die Partisanen stetig über diesen Fluchtweg in Richtung des nächsten natürlichen Hindernisses, des Flusses Sutjeska, ab. Tito hatte von nun an den Vorteil der inneren Linie und kam den Deutschen bei Wettläufen zu kritischen Punkten wie Flussübergängen und Gebirgspässen immer wieder zuvor.
Am 26. Mai scheiterte die 5. Partisanendivision daran, den Belagerungsring bei Zenica von außen zu brechen und dort die Bosna zu überqueren. Damit war die Hoffnung der eingeschlossenen Hauptmacht der Volksbefreiungsarmee, von außen Hilfe zu erhalten, zunichtegemacht.

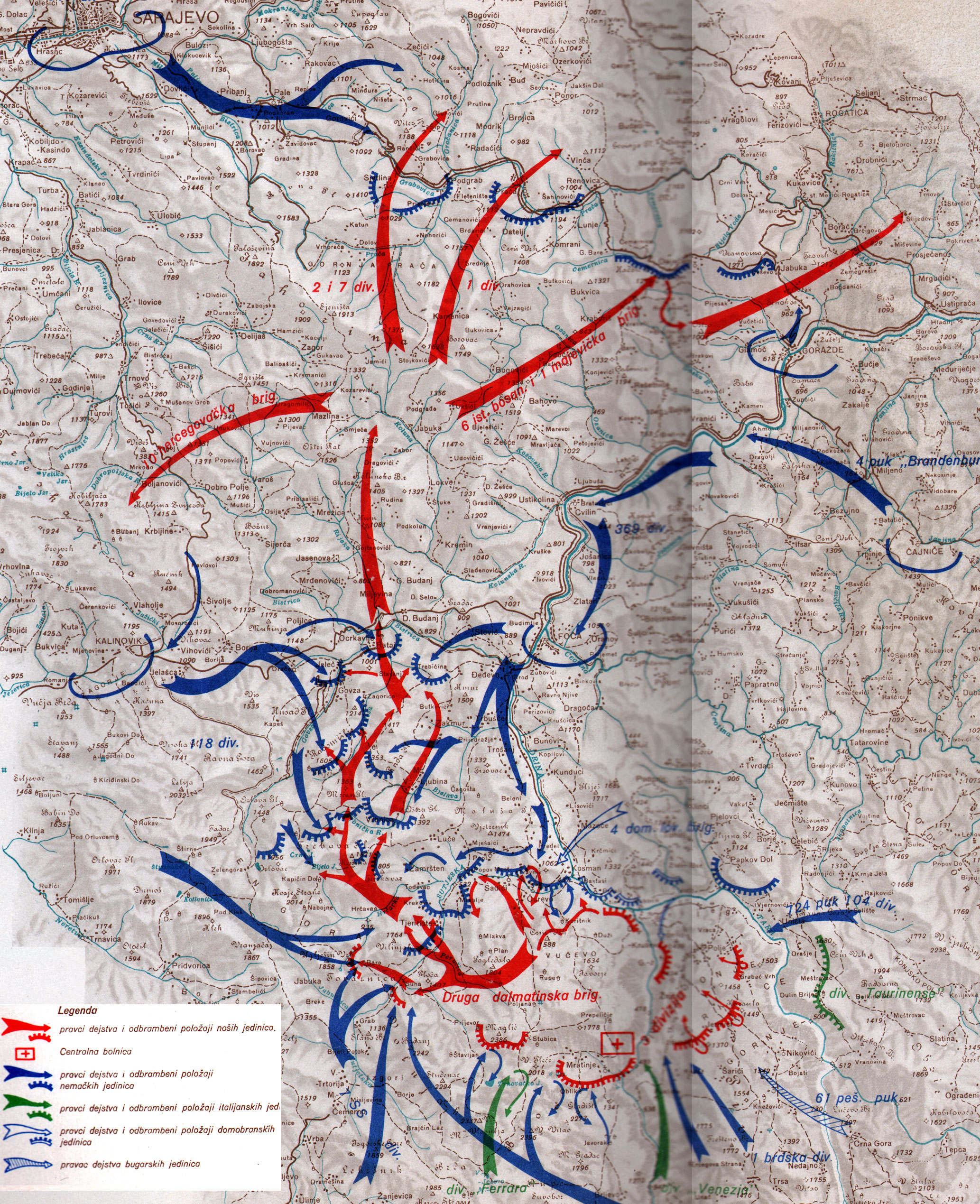
Ausbruch der Volksbefreiungsarmee nach Norden, Anfang Juni 1943

Zwischen dem 8. und 10. Juni überquerte die Volksbefreiungsarmee mit drei Divisionen (1., 2., 7.) die Sutjeska, nachdem sie auch hier am linken Flussufer einen Brückenkopf gebildet hatte. Auf der anderen Seite des Flusses fanden die Partisanen einen Sperrgürtel der Division Prinz Eugen sowie der 118. Jägerdivision vor, zwischen denen jedoch eine Lücke klaffte. Die deutsche Kampfgruppe Höhne der 369. Infanterie-Division, die diese Lücke hatte schließen sollen, wurde am Abend des 9. Juni von der 1. Proletarischen Division angegriffen und zurückgeschlagen.
Ebenfalls am 9. Juni traf die Tito die Entscheidung, das Zentrallazarett der Partisanen aufzulösen und die Verwundeten und Kranken in kleinen Gruppen in den Wäldern und Höhlen der Umgebung zu verstecken. Später fielen als Teil dieser Kleingruppen viele Partisanen in die Hände der Achsenmächte, die das Gebiet nach der Operation durchkämmten. Dabei wurden allein vom XIV. Armeekorps mindestens 150 transportunfähige Soldaten der Volksbefreiungsarmee an Ort und Stelle exekutiert.
Die Partisanen überquerten daraufhin die Straße Foča–Kalinovik. Die Deutschen bauten kurzfristig eine neue Sperre an der Bahnlinie Sarajevo–Višegrad auf, doch die Kräfte der Achsenmächte reichten zu einer kampfstarken Verfolgung der Partisanen nicht mehr aus. Es war der Volksbefreiungsarmee mit den Überquerungen der Piva und der Sutjeska abermals gelungen, einem Kessel der Achsenmächte zu entkommen.

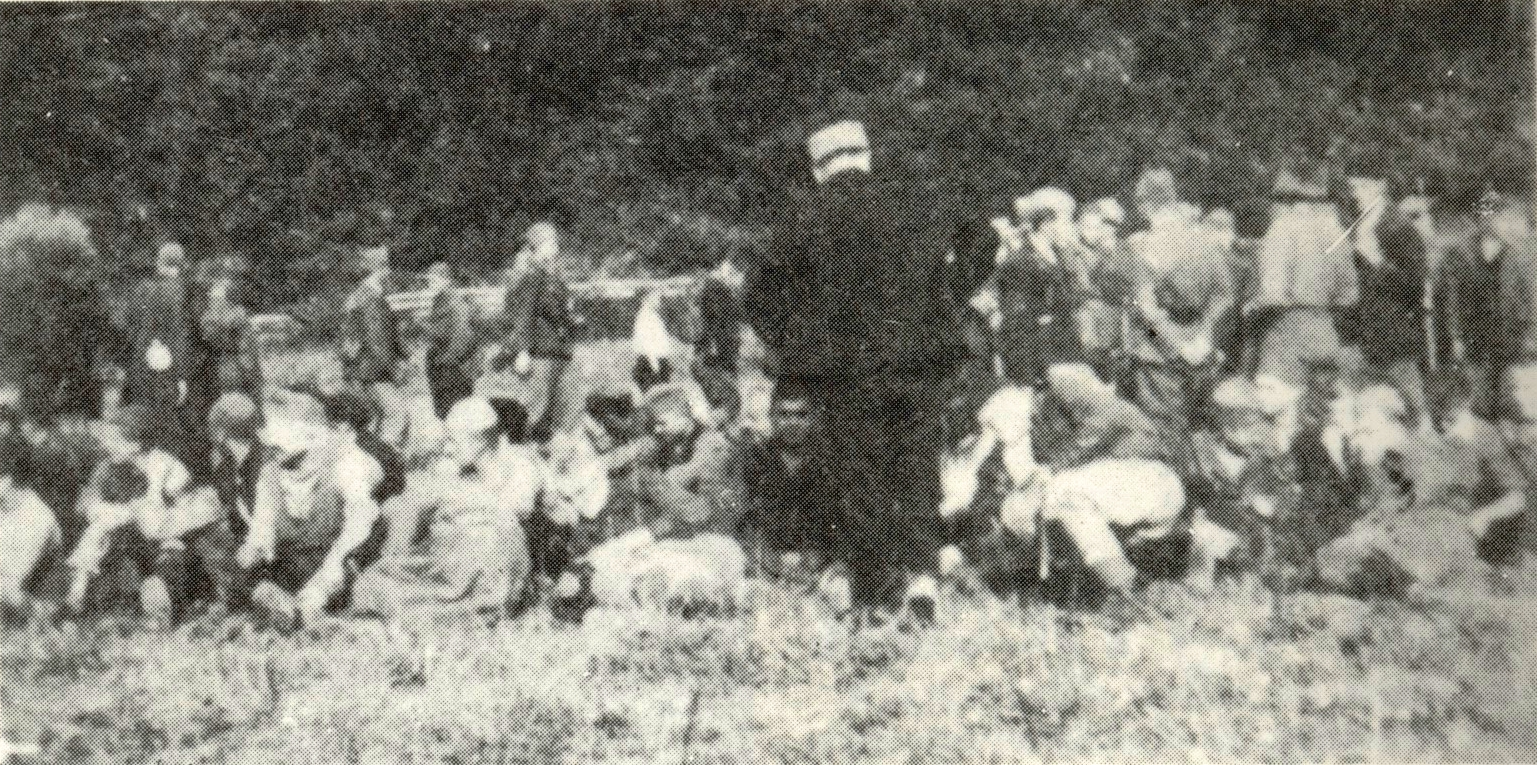
Soldaten der 2. Partisanenbrigade rasten nach dem Durchbruch durch deutsche Linien, 14. Juni 1943

„Schwarz“ endete am 16. Juni 1943.

## Ausgang
In der Schlacht an der Sutjeska erlitt die Volksbefreiungsarmee von ~22.000 Kämpfern insgesamt ~11.000 Tote und Vermisste. Deutsche Meldungen sprechen von 7489 bestätigten und weiteren 4000–5000 geschätzten Feindtoten. Trotz ihrer operativen Niederlage entgingen die Partisanen jedoch erneut der Vernichtung und konnten ihre Verluste in den folgenden Monaten durch neue Rekrutierungen wiederum auffüllen. Lediglich die 3. Division, die zunächst mit der Verteidigung des Lazaretts betraut gewesen war, blieb im Kessel der Achsenmächte zurück und wurde fast vollständig vernichtet.

## Folgen
Nachdem sie am 26. Mai an der Intervention während der Schlacht an der Sutjeska gescheitert war, setzte die 5. Partisanendivision am 29. Juni auf das rechte Ufer der Bosna über und zerstörte das Kohlebergwerk bei Kakanj. Die kroatische Regierung drängte bei ihren Verbündeten darauf, den Bedrohungsfaktor in Slawonien, in welches auch die anderen Divisionen der Volksbefreiungsarmee jetzt vorrückten, schnell zu bereinigen, da sonst die Eisenbahnlinie Zagreb–Belgrad bedroht sei. In einer improvisierten Operation, die in deutschen Dokumenten nicht einmal einen Decknamen erhielt und nur als Unternehmen „369. ID-SS-Division“ bezeichnet wurde, gingen die 369. Infanterie-Division und die Division „Prinz Eugen“ zwischen dem 28. Juni und dem 18. Juli zwischen Tuzla und Zvornik gegen die Partisanen vor. Die Partisanen schafften es aber, in der Nacht vom 15./16. Juli die Umfassung zu durchbrechen und der Umklammerung zu entkommen, woraufhin das Unternehmen am 19. Juli abgebrochen wurde.
Im Juli 1943 lenkte die italienische Armee in der Frage der Tschetnik-Entwaffnungen endgültig ein; am 12. Juli erließ Ambrosio eine Weisung, dass alle existierenden Tschetnik-Verbände bis August aufzulösen seien. Eine Wiederverwendung in anderen militärischen Bereichen wurde ebenfalls verboten. Der Befehl der aktiven Entwaffnung kam aber aufgrund des nahenden italienischen Kriegsaustritts (siehe unten) nicht mehr effektiv zum Tragen, aber die italienischen Generalkommandos verweigerten den Tschetniks fortan viele Nachfragen um Lieferungen von Waffen und Munition, wodurch besonders die Tschetniks in Montenegro und der Herzegowina Probleme bekamen, ihre militärische Funktionsfähigkeit nach den Kämpfen gegen die Partisanen oder die Deutschen wiederherzustellen. In den letzten Monaten des italienischen Kriegsaustritts verschlechterte sich die Meinung der italienischen Armee von den Tschetniks auch dadurch, dass der SIM regelmäßig italienfeindliche Funksprüche zwischen den Tschetnik-Führern abfangen konnte. Trotzdem hielten einige italienische Befehlshaber daran fest, mit bewaffneten Tschetnik-Einheiten künftig eine Front gegen Deutschland bilden zu können, sollte dies nötig sein. Einen entsprechenden Vorschlag machte Heeresgruppenbefehlshaber Ezio Rosi noch am 1. September, wenige Tage vor dem italienischen Kriegsaustritt.

## Verfilmung
- Die fünfte Offensive – Kesselschlacht an der Sutjeska von Stipe Delić, mit Richard Burton und Ljuba Tadić.